# Departamento de Masaya
Masaya es un departamento de Nicaragua. Su cabecera departamental es Masaya. También es el departamento más pequeño de Nicaragua. Es la entidad subnacional más pequeña de Centroamérica después del departamento de Islas de la Bahía en Honduras y el departamento de Sacatepéquez en Guatemala. Los habitantes Indígenas de Masaya son los nahuas y chorotegas, y fue la ubicación del señorío precolombino nicarao de Masatepek. Los nahuas de Masatepek habitaron Nindirí, Niquinohomo, Monimbó y Masatepe que lleva el nombre de este señorío. Los nahuas dominan el cultivo y producción de cacao frijol en el municipio de Masatepe.

## Geografía
Masaya presenta un territorio variado, en los municipios del sur, Catarina, La Concepción, Masatepe, Nandasmo, Niquinohomo y San Juan de Oriente, el terreno es accidentado y presenta elevaciones superiores a los 500 m s. n. m., además de cauces de ríos temporales que descienden de la Meseta de los Pueblos, del departamento de Carazo y desembocan en el volcán más grande tiene el mismo nombre y tiene un enorme cráter profundo. Los municipios del norte, Masaya, Nindirí y Tisma presentan un territorio plano, característico de la Llanura Interlacustre, que se extiende entre las tres grandes lagunas son Masaya, Apoyo y Tisma.

## Demografía
El departamento de Masaya ocupa el octavo lugar a nivel nacional con una población de 409 mil habitantes según las últimas estimaciones.
| Población histórica del departamento de Masaya | Población histórica del departamento de Masaya | Población histórica del departamento de Masaya |
| Año                                            | Habitantes                                     | Fuente                                         |
| ---------------------------------------------- | ---------------------------------------------- | ---------------------------------------------- |
| 1906                                           | 33 599                                         | Censo nicaragüense de 1906                     |
| 1920                                           | 40 386                                         | Censo nicaragüense de 1920                     |
| 1940                                           | 54 742                                         | Censo nicaragüense de 1940                     |
| 1950                                           | 72 446                                         | Censo nicaragüense de 1950                     |
| 1963                                           | 76 580                                         | Censo nicaragüense de 1963                     |
| 1971                                           | 92 152                                         | Censo nicaragüense de 1971                     |
| 1995                                           | 241 354                                        | Censo nicaragüense de 1995                     |
| 2005                                           | 289 988                                        | Censo nicaragüense de 2005                     |
| 2023                                           | 409 265                                        | Estimaciones del INIDE                         |

Masaya tiene una población actual de 409,265 habitantes. De la población total, el 49.3% son hombres y el 50.7% son mujeres. Casi el 60.1% de la población vive en la zona urbana.

## División administrativa
El departamento de Masaya está dividido administrativamente en nueve municipios:
| Municipio           | Superficie | Población  | Población       |
| Municipio           | Superficie | Censo 2005 | Estimación 2023 |
| ------------------- | ---------- | ---------- | --------------- |
| Catarina            | 11.49 km²  | 7,524      | 8,692           |
| La Concepción       | 65.67 km²  | 31,950     | 45,662          |
| Masatepe            | 59.40 km²  | 31,583     | 42,384          |
| Masaya              | 146.6 km²  | 139,582    | 194,178         |
| Nandasmo            | 17.63 km²  | 10,732     | 17,215          |
| Nindirí             | 142.9 km²  | 38,355     | 63,093          |
| Niquinohomo         | 31.69 km²  | 14,847     | 16,770          |
| San Juan de Oriente | 9.200 km²  | 4,734      | 8,818           |
| Tisma               | 126.2 km²  | 10,681     | 12,453          |